# Dulce Balada
«Dulce Balada» es la versión en español del éxito en portugués «Balada Boa» del cantautor brasileño Gusttavo Lima; la versión en español fue traducida e interpretada por el cantautor mexicano Diego Herrera.

## Descripción
En 2012 Diego Herrera lanzó su álbum Balada boa, del cual se desprende como primer sencillo «Dulce Balada», una combinación de música pop, tropical y Regional mexicano. El video fue lanzado en 2013.
- Datos: Q17489889